# Brunt Basin
Das Brunt Basin ist ein glazial erodiertes Becken des Brunt-Schelfeises und in Teilen des Stancomb-Wills-Gletschers an der Küste des ostantarktischen Coatslands.
Die Benennung in Anlehnung an diejenige des gleichnamigen Schelfeises erfolgte auf Vorschlag von Heinrich Hinze vom Alfred-Wegener-Institut und ist seit Juli 1997 durch das Advisory Committee on Undersea Features (ACUF) bestätigt. Mittelbarer Namensgeber ist der walisische Meteorologe David Brunt (1886–1965).